# Luise Gruss
Luise Gruss (...) è un'ex schermitrice austriaca, vincitrice di una medaglia di bronzo ai campionati mondiali di scherma.